# Curling-Europameisterschaft 1993
Die Curling-Europameisterschaft 1993 der Männer und Frauen fand vom 6. bis 11. Dezember in Leukerbad in der Schweiz statt. Da die Gruppe A im folgenden Jahr auf 12 Teams aufgestockt wurde, gab es keine Absteiger.

## Turnier der Männer

### Teilnehmer

#### Gruppe A
| Dänemark | Deutschland | Frankreich | Norwegen |
| --- | --- | --- | --- |
| Skip: Tommy Stjerne Third: Per Berg Second: Peter Andersen Lead: Ivan Frederiksen Alternate: Anders Søderblom | Skip: Andreas Kapp Third: Ulrich Kapp Second: Oliver Axnick Lead: Michael Schäffer Alternate: Holger Höhne       | Skip: Jan Henri Ducroz Third: Christian Dupont-Roc Second: Lionel Tournier Lead: Cyrille Prunet Alternate: Thierry Mercier | Skip: Eigil Ramsfjell Third: Sjur Loen Second: Niclas Järund Lead: Espen de Lange Alternate: Thoralf Hognestad |
| Schweden | Schweiz | Schottland | |
| Skip: Peter Lindholm Third: Tomas Nordin Second: Magnus Swartling Lead: Peter Narup Alternate: Örjan Jonsson  | Skip: Markus Eggler Third: Dominic Andres Second: Björn Schröder Lead: Stefan Hofer Alternate: Andreas Schwaller | Skip: Hammy McMillan Third: Norman Brown Second: Gordon Muirhead Lead: Roger McIntyre Alternate: Peter Loudon              | |

#### Gruppe B
| Belgien | Bulgarien | England | Finnland |
| --- | --- | --- | --- |
| Skip: Walter Verbueken Third: Didier Plasschaert Second: Philippe Hauptmann Lead: Marc van den Bossche Alternate: Raymond Plasschaert | Skip: Ivaylo Petrov Third: Bojidar Momerin Second: Stanimir Petrov Lead: Ianari Eftimov Alternate: Lubomir Velinov | Skip: Phil Atherton Third: Neil Hardie Second: Harvey Curle Lead: Stephen Watt                                           | Skip: Jari Laukkanen Third: Petri Tsutsunen Second: Pekka Saarelainen Lead: Marko Latvala Alternate: Tommi Valvelainen    |
| Italien | Luxemburg | Niederlande | Österreich |
| Skip: Gian Paolo Zandegiacomo Third: Valter Bombassei Second: Davide Zandiegiacomo Lead: Diego Bombassei                              | Skip: Hanjörg Bless Third: Dave Davidson Second: Nico Schweich Lead: Philipp Duren Alternate: Andreas Westenfelder | Skip: Wim Neeleman Third: Floris van Imhoff Second: Rob Vilain Lead: Jeroen Van Dillewijn Alternate: Erik A van der Zwan | Skip: Alois Kreidl Third: Ronald Koudelka Second: Stefan Salinger Lead: Richard Obermoser Alternate: Dieter Küchenmeister |
| Russland | Tschechien | Wales | |
| Skip: Igor Minin Third: Jury Chouliko Second: Denis Antonik Lead: Aleksander Kolesnikov Alternate: Dmitrii Melnikov                   | Skip: Radek Klima Third: Tomas Klima Second: Milos Plzak Lead: Radek Zdarsky Alternate: Tomas Valek                | Skip: Adrian Meikle Third: John Hunt Second: David Stevenson Lead: Nick Leslie                                           | |

### Round Robin

#### Gruppe A
| Schlüssel | Schlüssel   |
| --------- | ----------- |
|           | Play-offs   |
|           | Tie-Breaker |

| Draw | Begegnung              | Resultat | Begegnung               | Resultat | Begegnung                | Resultat |
| ---- | ---------------------- | -------- | ----------------------- | -------- | ------------------------ | -------- |
| 1    | Schweden – Deutschland | 7-3      | Schweiz – Schottland    | 7-1      | Dänemark – Frankreich    | 8-5      |
| 2    | Schweiz – Deutschland  | 6-5      | Frankreich – Schweden   | 7-4      | Norwegen – Schottland    | 5-4      |
| 3    | Dänemark – Schweiz     | 9-6      | Norwegen – Schweden     | 6-4      | Schottland – Deutschland | 6-2      |
| 4    | Dänemark – Schweden    | 7-4      | Norwegen – Schweiz      | 10-7     | Deutschland – Frankreich | 9-8      |
| 5    | Schweden – Schottland  | 4-3      | Dänemark – Deutschland  | 5-3      | Norwegen – Frankreich    | 6-5      |
| 6    | Schottland – Dänemark  | 8-4      | Schweiz – Frankreich    | 10-4     | Norwegen – Deutschland   | 10-8     |
| 7    | Norwegen – Dänemark    | 8-2      | Schottland – Frankreich | 13-5     | Schweiz – Schweden       | 3-1      |

| Platz | Team        | Spiele | Siege | Ndlg. |
| ----- | ----------- | ------ | ----- | ----- |
| 1.    | Norwegen    | 6      | 6     | 0     |
| 2.    | Dänemark    | 6      | 4     | 2     |
| 3.    | Schweiz     | 6      | 4     | 2     |
| 4.    | Schottland  | 6      | 3     | 3     |
| 5.    | Schweden    | 6      | 2     | 4     |
| 6.    | Frankreich  | 6      | 1     | 5     |
| 7.    | Deutschland | 6      | 1     | 5     |

#### Tie Breaker
| Spiel     | Begegnung                | Resultat |
| --------- | ------------------------ | -------- |
| um Rang 6 | Frankreich – Deutschland | 6-5      |

#### Gruppe B
| Schlüssel | Schlüssel   |
| --------- | ----------- |
|           | Play-offs   |
|           | Tie-Breaker |

#### Gruppe B1
| Draw | Begegnung                | Resultat | Begegnung              | Resultat | Begegnung               | Resultat |
| ---- | ------------------------ | -------- | ---------------------- | -------- | ----------------------- | -------- |
| 1    | Niederlande – Finnland   | 9-7      | Luxemburg – Tschechien | 8-2      | Russland – Belgien      | 8-2      |
| 2    | Finnland – Luxemburg     | 5-4      | Niederlande – Russland | 12-4     | Tschechien – Belgien    | 10-3     |
| 3    | Russland – Luxemburg     | 12-6     | Niederlande – Belgien  | 9-4      | Finnland – Tschechien   | 12-2     |
| 4    | Tschechien – Niederlande | 7-4      | Luxemburge – Belgien   | 10-7     | Finnland – Russland     | 14-2     |
| 5    | Finnland – Belgien       | 13-3     | Tschechien – Russland  | 12-6     | Luxemburg – Niederlande | 5-4      |

| Platz | Team        | Spiele | Siege | Ndlg. |
| ----- | ----------- | ------ | ----- | ----- |
| 1.    | Finnland    | 5      | 4     | 1     |
| 2.    | Niederlande | 5      | 3     | 2     |
| 3.    | Luxemburg   | 5      | 3     | 2     |
| 4.    | Tschechien  | 5      | 3     | 2     |
| 5.    | Russland    | 5      | 2     | 3     |
| 6.    | Belgien     | 5      | 0     | 5     |

#### Tie Breaker
| Spiel     | Begegnung                | Resultat |
| --------- | ------------------------ | -------- |
| um Rang 4 | Niederlande – Tschechien | 6-5      |
| um Rang 2 | Niederlande – Luxemburg  | 10-7     |

#### Gruppe B 2
| Draw | Begegnung            | Resultat | Begegnung              | Resultat |
| ---- | -------------------- | -------- | ---------------------- | -------- |
| 1    | England – Wales      | 6-5      | Österreich – Italien   | 7-4      |
| 2    | England – Italien    | 6-2      | Wales – Bulgarien      | 12-5     |
| 3    | England – Bulgarien  | 6-4      | Wales – Österreich     | 8-6      |
| 4    | England – Österreich | 10-4     | Italien – Bulgarien    | 8-5      |
| 5    | Italien – Wales      | 9-3      | Österreich – Bulgarien | 13-3     |

| Platz | Team       | Spiele | Siege | Ndlg. |
| ----- | ---------- | ------ | ----- | ----- |
| 1.    | England    | 4      | 4     | 0     |
| 2.    | Wales      | 4      | 2     | 2     |
| 3.    | Österreich | 4      | 2     | 2     |
| 4.    | Italien    | 4      | 2     | 2     |
| 5.    | Bulgarien  | 4      | 0     | 4     |

#### Tie Breaker
| Spiel     | Begegnung            | Resultat |
| --------- | -------------------- | -------- |
| um Rang 4 | Österreich – Italien | 6-5      |
| um Rang 2 | Wales – Österreich   | 6-5      |

### Play-off

#### Gruppe A
|  | Halbfinale | Halbfinale | Halbfinale |   |          | Finale                      | Finale                      | Finale                      |
|  |            |            |            |   |          |                             |                             |                             |
|  |            |            |            |   |          |                             |                             |                             |
|  | 2          | Dänemark   | 7          |   |          |                             |                             |                             |
|  | 3          | Schweiz    | 6          |   |          |                             |                             |                             |
|  |            |            |            | 1 | Norwegen | 7                           |                             |                             |
|  |            |            |            |   | 2        | Dänemark                    | 6                           |                             |
|  | 1          | Norwegen   | 7          |   |          |                             |                             |                             |
|  | 4          | Schottland | 6          |   |          | Spiel um die Bronzemedaille | Spiel um die Bronzemedaille | Spiel um die Bronzemedaille |
|  |            |            |            |   |          | 3                           | Schweiz                     | 7                           |
|  | 4          | Schottland | 6          |   |          |                             |                             |                             |
|  |            |            |            |   |          |                             |                             |                             |

#### Gruppe B
|  | Halbfinale | Halbfinale  | Halbfinale |  |  | Finale | Finale      | Finale |
|  |            |             |            |  |  |        |             |        |
|  |            |             |            |  |  |        |             |        |
|  |            | Finnland    | 7          |  |  |        |             |        |
|  |            | Wales       | 5          |  |  |        |             |        |
|  |            |             |            |  |  |        | Niederlande | 12     |
|  |            |             |            |  |  |        | Finnland    | 1      |
|  |            | Niederlande | 8          |  |  |        |             |        |
|  |            | England     | 5          |  |  |        |             |        |
|  |            |             |            |  |  |        |             |        |

#### Platzierungsspiele
| Spiel     | Begegnung              | Resultat |
| --------- | ---------------------- | -------- |
| um Rang 3 | England – Wales        | 6-5      |
| um Rang 5 | Luxemburg – Österreich | 9-5      |
| um Rang 7 | Italien – Tschechien   | 10-3     |
| um Rang 9 | Russland – Bulgarien   | 11-1     |

### Endstand

#### Gruppe A
| Platz | Land        |
| ----- | ----------- |
| 1     | Norwegen    |
| 2     | Dänemark    |
| 3     | Schweiz     |
| 4     | Schottland  |
| 5     | Schweden    |
| 6     | Frankreich  |
| 7     | Deutschland |

#### Gruppe B
| Schlüssel | Schlüssel                  |
| --------- | -------------------------- |
|           | Aufsteiger in die Gruppe A |

| Platz | Land        |
| ----- | ----------- |
| 1     | Niederlande |
| 2     | Finnland    |
| 3     | England     |
| 4     | Wales       |
| 5     | Luxemburg   |
| 6     | Österreich  |
| 7     | Italien     |
| 8     | Tschechien  |
| 9     | Russland    |
| 10    | Bulgarien   |
| 11    | Belgien     |

## Turnier der Frauen

### Teilnehmer

#### Gruppe A
| Deutschland | England | Finnland                                                                                                | Norwegen                                                                             |
| --- | --- | --- | ------------------------------------------------------------------------------------ |
| Skip: Josefine Einsle Third: Petra Tschetsch Second: Elisabeth Ländle Lead: Karin Fischer Alternate: Michaela Greif | Skip: Sally Gray Third: Sarah McVey Second: Janice Manson Lead: Alison Bowman Alternate: Pamela Wright                 | Skip: Jaana Jokela Third: Terhi Aro Second: Nina Pöllänen Lead: Laura Tsutsunen Alternate: Minna Kontio | Skip: Dordi Nordby Third: Hanne Woods Second: Marianne Aspelin Lead: Cecilie Torhaug |
| Schweden | Schweiz | Schottland                                                                                              |                                                                                      |
| Skip: Elisabet Gustafson Third: Katarina Nyberg Second: Louise Marmont Lead: Elisabeth Persson Alternate: Eva Lund  | Skip: Diana Kaufmann Third: Claudia Bärtschi Second: Nicole Strausak Lead: Jutta Tanner Alternate: Graziella Grichting | Skip: Jackie Lockhart Third: Debbie Knox Second: Wendy Bell Lead: Judith Stobbie                        |                                                                                      |

#### Gruppe B
| Dänemark | Frankreich | Italien | Luxemburg                                                                            |
| --- | --- | --- | ------------------------------------------------------------------------------------ |
| Skip: Helena Blach Lavrsen Third: Angelina Jensen Second: Margit Pörtner Lead: Charlotte Hedegaard Alternate: Helene Jensen     | Skip: Annick Mercier Third: Catherine Lefebvre Second: Mireille Mercier Lead: Veronique Gannaz Alternate: Fabienne Morandt | Skip: Daniela Zandegiacomo Third: Giulia Lacedelli Second: Violetta Caldart Lead: Ivana Zandiegiacomo                     | Skip: Johanne Davidson Third: Karen Wauters Second: Pat Kramer Lead: Christine Duren |
| Niederlande | Österreich | Tschechien |                                                                                      |
| Skip: Laura Van Imhoff Third: Diane Leary Second: Jacobyn Korthals Alks Lead: Viola van den Hurk Alternate: Mirjam Boymans-Gast | Skip: Inge Lamprecht Third: Elke Koudelka Second: Heidi Morgenthaler Lead: Edeltraud Koudelka                              | Skip: Eva Senfeldova Third: Lenka Sáfránkovár Second: Pavla Rubasova Lead: Andrea Sotornikova Alternate: Jaroslava Koucka |                                                                                      |

### Round Robin

#### Gruppe A
| Schlüssel | Schlüssel   |
| --------- | ----------- |
|           | Play-offs   |
|           | Tie-Breaker |

| Draw | Begegnung              | Resultat | Begegnung              | Resultat | Begegnung                | Resultat |
| ---- | ---------------------- | -------- | ---------------------- | -------- | ------------------------ | -------- |
| 1    | Schweden – Schottland  | 5-4      | Norwegen – Deutschland | 11-6     | Finnland – Schweiz       | 4-3      |
| 2    | Schweden – Deutschland | 11-3     | Schottland – Finnland  | 5-3      | Norwegen – England       | 8-7      |
| 3    | Schweiz – Deutschland  | 5-3      | Schottland – England   | 9-3      | Schweden – Norwegen      | 8-4      |
| 4    | Schweiz – Schottland   | 5-3      | Deutschland – England  | 11-10    | Schweden – Finnland      | 12-1     |
| 5    | Schottland – Norwegen  | 9-3      | Schweiz – Schweden     | 9-2      | Finnland – England       | 11-4     |
| 6    | Schweden – England     | 9-2      | Norwegen – Schweiz     | 9-6      | Finnland – Deutschland   | 12-3     |
| 7    | Schweiz – England      | 7-2      | Norwegen – Finnland    | 6-3      | Deutschland – Schottland | 9-7      |

| Platz | Team        | Spiele | Siege | Ndlg. |
| ----- | ----------- | ------ | ----- | ----- |
| 1.    | Schweden    | 6      | 5     | 1     |
| 2.    | Norwegen    | 6      | 4     | 2     |
| 3.    | Schweiz     | 6      | 4     | 2     |
| 4.    | Schottland  | 6      | 3     | 3     |
| 5.    | Finnland    | 6      | 3     | 3     |
| 6.    | Deutschland | 6      | 2     | 4     |
| 7.    | England     | 6      | 0     | 6     |

#### Tie Breaker
| Spiel     | Begegnung                | Resultat |
| --------- | ------------------------ | -------- |
| um Rang 6 | Frankreich – Deutschland | 6-5      |

#### Gruppe B
| Schlüssel | Schlüssel  |
| --------- | ---------- |
|           | Finalrunde |

#### Gruppe B1
| Draw | Begegnung                | Resultat | Begegnung               | Resultat |
| ---- | ------------------------ | -------- | ----------------------- | -------- |
| 1    | Dänemark – Österreich    | 7-4      | Niederlande – Luxemburg | 7-5      |
| 2    | Dänemark – Niederlande   | 9-5      | Österreich – Luxemburg  | 12-2     |
| 3    | Österreich – Niederlande | 12-4     | Dänemark – Luxemburg    | 17-2     |

| Platz | Team        | Spiele | Siege | Ndlg. |
| ----- | ----------- | ------ | ----- | ----- |
| 1.    | Dänemark    | 5      | 4     | 1     |
| 2.    | Österreich  | 5      | 4     | 1     |
| 3.    | Niederlande | 5      | 4     | 1     |
| 4.    | Luxemburg   | 5      | 2     | 3     |

#### Gruppe B 2
| Draw | Begegnung               | Resultat |
| ---- | ----------------------- | -------- |
| 1    | Frankreich – Italien    | 9-2      |
| 2    | Frankreich – Tschechien | 8-7      |
| 3    | Italien – Tschechien    | 8-7      |

| Platz | Team       | Spiele | Siege | Ndlg. |
| ----- | ---------- | ------ | ----- | ----- |
| 1.    | Frankreich | 2      | 2     | 0     |
| 2.    | Italien    | 2      | 1     | 1     |
| 3.    | Tschechien | 2      | 0     | 2     |

### Play-off

#### Gruppe A
|  | Halbfinale | Halbfinale | Halbfinale |   |          | Finale                      | Finale                      | Finale                      |
|  |            |            |            |   |          |                             |                             |                             |
|  |            |            |            |   |          |                             |                             |                             |
|  | 1          | Schweden   | 5          |   |          |                             |                             |                             |
|  | 4          | Schottland | 3          |   |          |                             |                             |                             |
|  |            |            |            | 1 | Schweden | 8                           |                             |                             |
|  |            |            |            |   | 2        | Schweiz                     | 4                           |                             |
|  | 2          | Schweiz    | 7          |   |          |                             |                             |                             |
|  | 3          | Norwegen   | 4          |   |          | Spiel um die Bronzemedaille | Spiel um die Bronzemedaille | Spiel um die Bronzemedaille |
|  |            |            |            |   |          | 3                           | Norwegen                    | 8                           |
|  | 4          | Schottland | 7          |   |          |                             |                             |                             |
|  |            |            |            |   |          |                             |                             |                             |

#### Gruppe B
|  | Halbfinale | Halbfinale | Halbfinale |  |  | Finale | Finale     | Finale |
|  |            |            |            |  |  |        |            |        |
|  |            |            |            |  |  |        |            |        |
|  |            | Dänemark   | 17         |  |  |        |            |        |
|  |            | Italien    | 3          |  |  |        |            |        |
|  |            |            |            |  |  |        | Dänemark   | 7      |
|  |            |            |            |  |  |        | Frankreich | 6      |
|  |            | Frankreich | 8          |  |  |        |            |        |
|  |            | Österreich | 5          |  |  |        |            |        |
|  |            |            |            |  |  |        |            |        |

#### Platzierungsspiele
| Spiel     | Begegnung               | Resultat |
| --------- | ----------------------- | -------- |
| um Rang 3 | Österreich – Italien    | 6-5      |
| um Rang 5 | Niederlande – Luxemburg | 11-4     |
| um Rang 7 | Luxemburg – Tschechien  | 8-7      |

### Barrage
um die WM-Qualifikation
| Draw | Begegnung                | Resultat |
| ---- | ------------------------ | -------- |
| 1    | Deutschland – Frankreich | 8-7      |

### Endstand

#### Gruppe A
| Platz | Land        |
| ----- | ----------- |
| 1     | Schweden    |
| 2     | Schweiz     |
| 3     | Norwegen    |
| 4     | Schottland  |
| 5     | Finnland    |
| 6     | Deutschland |
| 7     | England     |

#### Gruppe B
| Schlüssel | Schlüssel                  |
| --------- | -------------------------- |
|           | Aufsteiger in die Gruppe A |

| Platz | Land        |
| ----- | ----------- |
| 1     | Dänemark    |
| 2     | Frankreich  |
| 3     | Österreich  |
| 4     | Italien     |
| 5     | Niederlande |
| 6     | Luxemburg   |
| 7     | Tschechien  |